# 欧蒂河畔栋皮埃尔
歐蒂河畔栋皮埃尔（法語：Dompierre-sur-Authie，法語發音：[dɔ̃pjɛʁ syʁ oti]）是法国上法蘭西大區索姆省的一个市镇，属于阿布维尔区。

## 地理
欧蒂河畔栋皮埃尔（50°18'12"N, 1°55'5"E）面积22.73 平方千米，位于法国上法蘭西大區索姆省，该省份为法国北部沿海省份，北起加来海峡省和北部省，西接滨海塞纳省和大西洋英吉利海峡，南至瓦兹省，东临埃纳省。
与欧蒂河畔栋皮埃尔接壤的市镇（或旧市镇、城区）包括：穆里耶、欧蒂河畔拉耶、托尔特方丹、勒布瓦勒、克雷西昂蓬蒂约、埃斯特雷莱克雷西、利热库尔、蓬什埃斯特吕瓦勒。

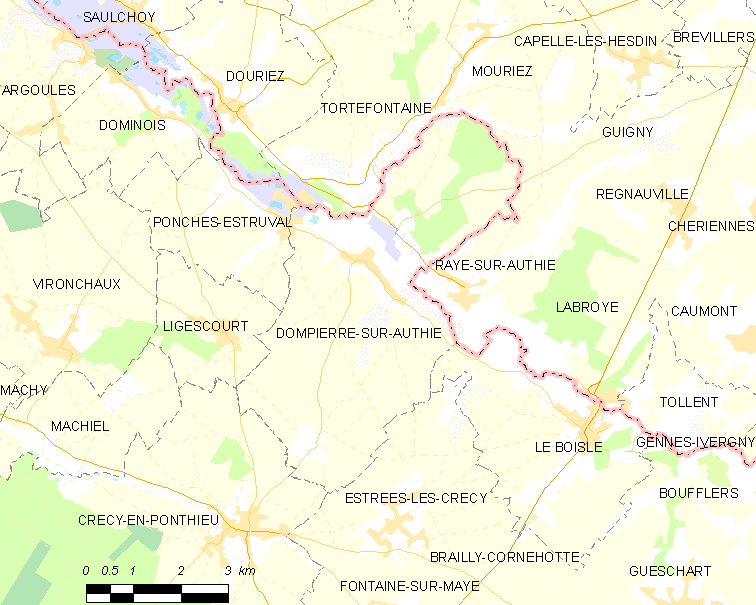
欧蒂河畔栋皮埃尔的OSM定位图

欧蒂河畔栋皮埃尔的时区为UTC+01:00、UTC+02:00（夏令时）。

## 行政
欧蒂河畔栋皮埃尔的邮政编码为80150，INSEE市镇编码为80248。

## 政治
欧蒂河畔栋皮埃尔所属的省级选区为吕镇县。

## 人口

1962-2008年间欧蒂河畔栋皮埃尔人口变化图示

欧蒂河畔栋皮埃尔于2022年1月1日时的人口数量为423人。